# Asplenium ofeliae
Asplenium ofeliae là một loài dương xỉ trong họ Aspleniaceae. Loài này được Salgado, A.E. mô tả khoa học đầu tiên năm 2003.
Danh pháp khoa học của loài này chưa được làm sáng tỏ. 